# Gerhard Gleirscher
Gerhard Gleirscher, né le 14 décembre 1969 à Innsbruck, est un lugeur autrichien actif en équipe nationale entre 1990 et 2000.

## Palmarès
- Jeux olympiques
  - Albertville 1992 : 7e en double
  - Lillehammer 1994 : 7e en simple
  - Nagano 1998 : 7e en simple

- Championnats du monde de luge
  - 1997 :  médaille d'or de l'épreuve par équipe.
  - 1991 :  médaille d'argent de l'épreuve par équipe
  - 1997 :  médaille de bronze du simple

- Coupe du monde
  - Meilleur classement général : 3e en 1997-1998.
  - 1 victoire